# Statutory Ape
Statutory Ape is een nummer van de Amerikaanse metalband The Black Dahlia Murder. Deze is te vinden op het album Miasma uit 2005. Van dit nummer is later een clip gemaakt. Hierin is te zien dat de band optreedt op een festival waarbij een man in een apenpak (de mascotte van de band) rondrent over het podium terwijl de band aan het spelen is.
De naam verwijst naar statutory rape, ofwel ongedwongen seksuele omgang met een minderjarige.

## Bezetting tijdens 'Miasma'
- Trevor Strnad - zang
- Brian Eschbach - gitaar
- John Kempainen - gitaar
- David Lock - bas
- Zack Gibson - drums